# Kaufman Assessment Battery for Children

La Kaufman Assessment Battery for Children (littéralement, Batterie pour l'examen psychologique de l'enfant de Kaufman) est un instrument clinique pour l'évaluation du développement cognitif et intellectuel de l'enfant. L'acronyme K-ABC réfère à la première édition ; KABC-II est l'acronyme de la seconde édition. 
Le test porte le nom de ses concepteurs, les psychologues américains Alan S. Kaufman et Nadeen L. Kaufman. La première version a été publiée aux États-Unis en 1983. La seconde version, ou KABC-II, a été publiée aux États-Unis en 2004. Les deux éditions ont été traduites et validées dans de nombreux pays, dont les pays francophones. 
Le K-ABC et KABC-II répond aux besoins spécifiques dans le domaine du test psychologique tels que l´utilisation du test sur des groupes de jeunes handicapés, d'enfants et adolescents ayant des troubles d'apprentissage, et les minorités culturelles et linguistiques. 
La construction de la seconde édition intègre deux points de vue théoriques, celui de la psychométrie et celui de la neuropsychologie. 
Ses auteurs soulignent que le K-ABC ne doit pas être considéré comme une batterie de test complète : comme tout autre test, le K-ABC doit être complété et corroboré par d'autres instruments et méthodes cliniques pour répondre aux besoins individuels. Son administration est individuelle et doit être pratiquée par un(e) psychologue.

## Histoire
Alan Kaufman est un psychologue très familier des méthodes de mise au point des tests psychométriques. Avant de mettre au point le test de K-ABC, il est connu pour avoir participé aux révisions des échelles de Wechsler et a travaillé sous la direction du psychométricien Robert M. Thorndike, pour sa thèse doctorale (1970),. Son article de 1975 sur la révision du WISC-R est l'un des plus cités sur la question, et il a écrit un livre consacré à l'interprétation du test de WISC-R Intelligence testing with the WISC-R (1979). Il y met en garde les psychologues contre une interprétation excessive et négative des différences entre le QI verbal et le QI de performance : ces différences sont très communes dans la population ; mais surtout, les analyses factorielles du Wechsler montrent toujours trois, et non pas deux, facteurs. 
Ainsi, tout en travaillant sur les tests de Wechsler et d'autres tests psychométriques, il connaît bien les défauts et les limites de ces tests. Il décide alors de créer un nouveau test, sur des bases totalement nouvelles, des bases théoriques, pour combler les lacunes des tests de Wechsler et compléter la panoplie de tests psychologiques qui lui semble insuffisante pour les populations spécifiques déjà évoquées. 

## Première édition du K-ABC
La première édition du K-ABC a été développée à partir de la théorie de la neuropsychologie, en intégrant les recherches sur la spécialisation cérébrale (par exemple, Sperry, 1968), sur la dichotomie entre traitement séquentiel et simultané de Alexandre Luria (Luria, 1966),. 
Le K-ABC se focalise davantage sur les processus nécessaires à la résolution de problème plutôt que sur leur contenu (verbal ou non verbal). La distinction entre processus simultanés et processus séquentiels y est centrale. 
Le K-ABC a été l'un des premiers tests d'intelligence basé principalement sur une base théorique et est considéré comme le premier test d'intelligence basé sur les théories de la neuropsychologie. 
Cependant, le K-ABC n'est pas uniquement un test de neuropsychologie. Alan Kaufman est très familier des méthodes de David Wechsler. Il met en évidence de fortes similarités entre le test du K-ABC et le test pour enfants de Wechsler, la WISC : les scores globaux et certaines échelles sont fortement corrélés chez des enfants neurotypiques et sans handicaps particuliers, ce qui fait du K-ABC une échelle comparable aux échelles de Wechsler et aux autres échelles du domaine de la psychométrie. 

## KABC-II
La révision du K-ABC en 2004, sous l'intitulé de KABC-II, intègre l'approche psychométrique, qu'il combine avec l'approche neuropsychologique. 

### Différences entre première et seconde version
Le KABC-II intègre plusieurs révisions importantes : 
- Les bases théoriques sont donc élargies comme commenté ci-dessus. Le modèle psychométrique vient compléter le modèle neuropsychologique.
- Des échelles supplémentaires sont disponibles.
- Huit des seize sous-tests originaux restent dans le KABC-II et dix nouveaux sous-tests sont introduits.

### Théories sous-tendant la création du test
La seconde édition, le KABC-II, publiée en 2004, prend en compte les découvertes des corrélations entre les facteurs observés entre le K-ABC et des échelles, en particulier l'échelle d'intelligence pour enfants de Wechsler (WISC). 
Tout comme la première édition, le KABC-II reste d'abord un instrument fondé sur des bases théoriques. Cependant, son cadre conceptuel et sa structure sont différents. Alors que le K-ABC est fondé sur l'approche des processus simultanés ou séquentiels (neuropsychologie), le KABC-II intègre deux modèles théoriques : la théorie neuropsychologique de Luria est mise en parallèle avec le modèle psychométrique de Cattell-Horn-Carroll (CHC).
Le modèle CHC représente en effet, à l'époque, le modèle le plus utilisé et le plus étudié pour rendre compte des relations entre l'intelligence générale (facteur g) et les habiletés cognitives plus spécifiques. Ainsi, le modèle CHC est pris en compte dans les révisions des échelles de Wechsler publiées au début des années 2000, échelles pour les enfants et pour les adultes. 
Avec le KABC-II, l'examinateur peut choisir le modèle théorique. Généralement, le modèle de Cattell-Horn-Carroll (psychométrie et mesure de l'intelligence générale et de fonctions cognitives particulières) est utile pour les enfants venant d'un milieu culturel et linguistique dominant. Cependant, si les compétences cristallisées du sujet ne sont pas de bons indicateurs des capacités cognitives (par exemple si l'enfant ne parle pas la langue couramment ou s'il a un problème de développement du langage, est autiste, etc.), alors l'examinateur peut décider de choisir les sous-tests du modèle de Luria qui excluent la capacité d'expression verbale.

### Résultats
Le KABC-II a 18 sous-tests qui peuvent être de base ou complémentaires. 
Avant le test, l'examinateur décide du modèle qu'il suit, Luria ou CHC. Les sous-tests sont regroupés en quatre ou cinq échelles en fonction de l'âge et de l'interprétation du modèle choisi. Le modèle de Luria se compose de quatre échelles : 
- Traitement séquentiel
- Traitement simultané
- Apprentissage
- Planification

Le modèle CHC modèle renomme ces quatre échelles dans la perspective théorique de la psychométrie et en ajoute une cinquième : 
- Mémoire à court terme (Gsm),
- Traitement visuel (Gv),
- Mémoire à long terme (Glr)
- Raisonnement fluide (Gf)
- Connaissances (Gc).

L'indice verbal regroupe quatre ou cinq sous-tests non verbaux.
Le KABC-II permet le calcul de différences scores généraux selon le modèle utilisé  :
- l'indice des processus mentaux ou IPM (Mental Processing index ou MPI) du modèle de Luria
- l'indice fluide-cristallisé ou IFC (Fluid-Cristallized index) du modèle CHC
- l'indice non-verbal ou INV.

### Passation
Le test KABC-II peut être administré à des enfants de 3 ans à 12 ans et 11 mois. Selon les sous-tests choisis et l'âge de l'enfant, la passation du test prend de 25 à 75 minutes.

### Propriétés psychométriques
Le test américain du KABC-II a été standardisé (ou validé) entre 2001 et 2003 sur 3 025 enfants âgés de 3 à 18 ans, dans 39 états et un district. Le KABC-II est co-normé avec un autre test mis au point par les Kaufman (le KTEA-II, Kaufman et Kaufman, 2004). 
Pour valider le test, des études de corrélation ont été réalisées avec d'autres tests psychométriques : KABC, WISC, WISC-III, WPPSI-III, KAIT, WJ-III de la COG, PIAT-R, WJ-III ACH et WIAT-II. 
Des études ont également été réalisées sur des groupes spéciaux cliniques qui incluaient : troubles émotionnels, TDAH, troubles autistes, déficience intellectuelle, troubles des apprentissages (dont expression écrite, mathématiques et lecture) ainsi que des enfants et adolescents surdoués.
La version française du KABC-II a été validée sur 1200 enfants répartis sur 12 classes, de la grande section de maternelle à la classe de 5e. 
Sur la version originale américaine, le coefficient de fiabilité et cohérence interne pour les tests de base et les tests complémentaires indiquent une fiabilité satisfaisante avec une médiane de 0.85 (de 0.69 à 0.92) pour les enfants de 3 à 6 ans ; 0.87 (de 0.74 à 0.93) pour les enfants et jeunes de 7 à 18 ans. 
Sur la version originale américaine, les test-retests indiquent des coefficients de stabilité des échelles générales variant de 0,72 à 0,94 (avec des scores augmentant avec l'âge).

## Conditions d'utilisation du test
Le KABC-II permet, selon ses auteurs, d'identifier les forces et faiblesses des habiletés cognitives et des processus mentaux. L'information révélée par le KABC-II peut faciliter la planification clinique et éducative, la planification du traitement et les décisions de placement et d'orientation spécialisée. Par ailleurs, un score global atteignant ou dépassant 135 de permet de rejoindre Intertel, une association d'individus à haut potentiel intellectuel. 
Comme pour tout autre outil psychométrique, ce test n'est pas suffisant et doit être utilisé par un(e) psychologue qualifié(e) et combiné à des entretiens cliniques et d'autres outils psychométriques ou neurologiques. 

## Validité et limites de la validité psychométrique du test sur des populations cliniques
La validité clinique et psychométrique du test de K-ABC est régulièrement étudiée par ses auteurs et leurs collaborateurs, tout comme par de nombreux chercheurs indépendants. La validité du K-ABC est souvent comparée au test du WISC et évaluée par référence à celui-ci, qui reste le test le plus couramment utilisé pour évaluer les performances intellectuelles de l'enfant. 